# Steffen Hebestreit

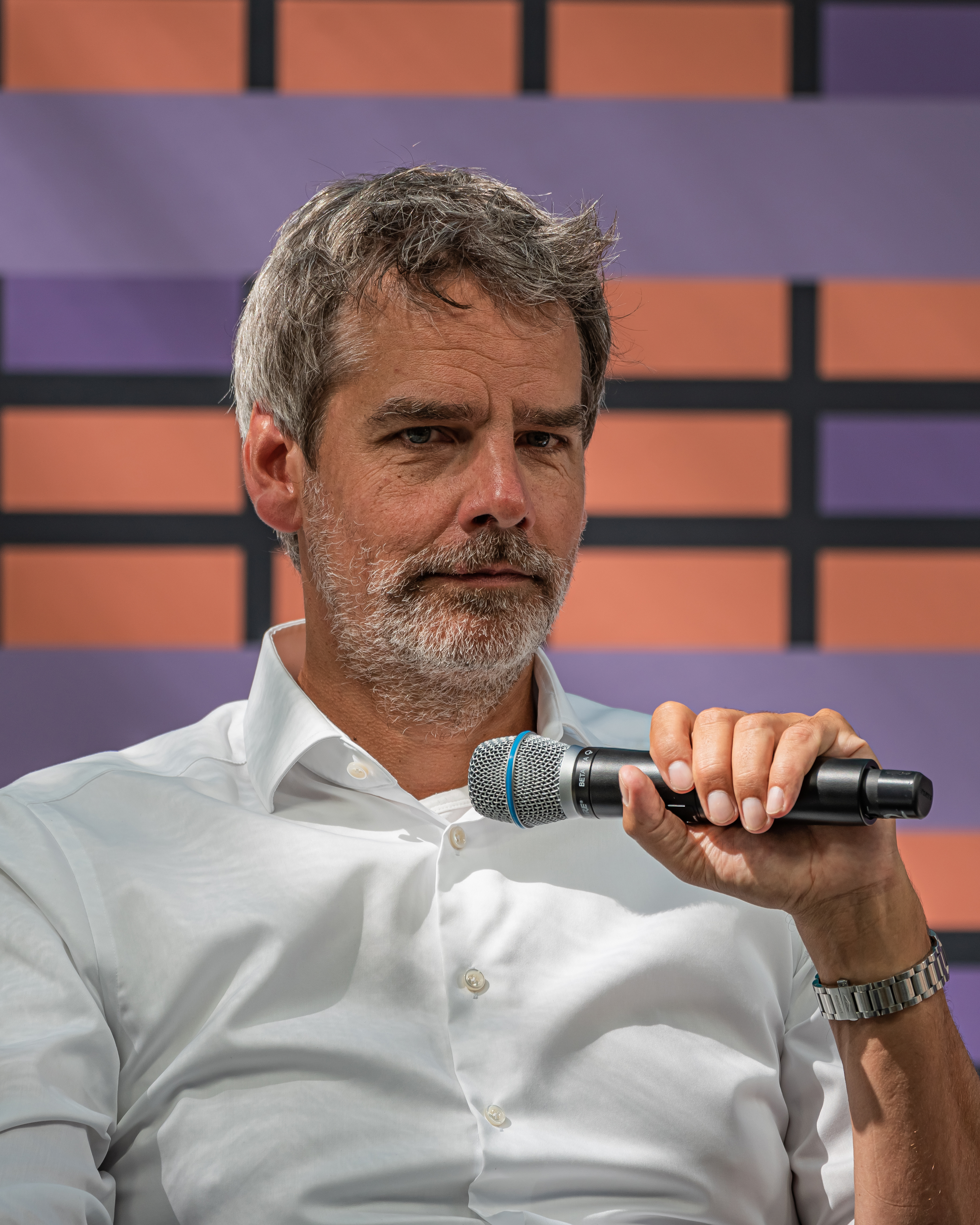
Steffen Hebestreit (2023)

Steffen Hebestreit (* 24. Mai 1972 in Frankfurt am Main) ist ein deutscher Journalist, Kommunikationsmanager und politischer Beamter. Er war von 2021 bis 2025 Sprecher der deutschen Bundesregierung und Chef des Presse- und Informationsamtes im Amt eines Staatssekretärs.

## Ausbildung und Tätigkeit als Journalist
Hebestreit studierte von 1992 bis 2000 an der Johann Wolfgang Goethe-Universität Frankfurt am Main Politikwissenschaft und Amerikanistik. Sein Auslandssemester absolvierte er in Washington, das anschließende Volontariat bei der Frankfurter Rundschau. Ab 2002 war er dort Redakteur und ab 2006 Hauptstadtkorrespondent. Nachfolgend war er ab 2010 Hauptstadtkorrespondent bei der DuMont Redaktionsgemeinschaft von Frankfurter Rundschau sowie Kölner Stadt-Anzeiger, Berliner Zeitung und Mitteldeutscher Zeitung. Sein Schwerpunkt lag auf der Berichterstattung über die SPD und FDP.
Er war von 2011 bis 2014 Mitglied im Vorstand der Bundespressekonferenz.

## Ämter in der Politik
Im Januar 2014 wechselte Hebestreit zur SPD als Sprecher der Generalsekretärin Yasmin Fahimi und wurde auch Mitglied der Partei. Ab Oktober 2015 war er Leiter der Vertretung der Freien und Hansestadt Hamburg beim Bund in Berlin. Ab 21. März 2018 war er Leiter der Unterabteilung Kommunikation im Bundesministerium der Finanzen und Sprecher von Bundesfinanzminister Olaf Scholz. Mit dem Regierungswechsel 2021 folgte er am 9. Dezember 2021 auf Steffen Seibert als Regierungssprecher und zugleich Chef des Presse- und Informationsamtes der Bundesregierung im Amt eines Staatssekretärs. Außerdem ist er von Amts wegen beratendes Mitglied des Bundessicherheitsrates. Im Zuge der Bildung des Kabinetts Merz am 6. Mai 2025 schied er aus dem Amt aus. 

## Privates
Er ist Bruder des ZDF-Nachrichtenmoderators Henner Hebestreit. Er ist mit Julia Hebestreit verheiratet und Vater zweier gemeinsamer Kinder.